# تومي كول
تومي كول (بالإنجليزية: Tommy Cole)‏ هو مغني وممثل أمريكي، ولد في 20 ديسمبر 1941 ببربانك في الولايات المتحدة.

## وصلات خارجية
- تومي كول على موقع IMDb (الإنجليزية)
- تومي كول على موقع قاعدة بيانات الفيلم (الإنجليزية)